# Live at Sunsplash
Live at Sunsplash – pierwszy album koncertowy The Skatalites, jamajskiej grupy muzycznej wykonującej ska.
Płyta została wydana w roku 1984 przez amerykańską wytwórnię Synergy Records. Znalazło się na niej nagranie z koncertu zespołu w lipcu 1983 roku podczas VI edycji festiwalu Reggae Sunsplash w Montego Bay. Był to pierwszy wspólny występ muzyków od rozpadu formacji w roku 1965; spośród dziewięciorga członków założycieli The Skatalites zabrakło jedynie zmarłego w roku 1969 puzonisty Dona Drummonda, którego zastąpił Calvin "Bubbles" Cameron.

## Lista utworów

### Strona A
1. "Freedom Sound"
2. "Eastern Standard Time"
3. "Bridge View"
4. "Skabo"
5. "Lee Harvey Oswald"

### Strona B
1. "Tear Up"
2. "Guns Of Navarone"
3. "Four Corners"
4. "Confucius"

## Muzycy
- Roland Alphonso - saksofon tenorowy
- Tommy McCook - saksofon tenorowy
- Lester "Ska" Sterling - saksofon altowy
- Johnny "Dizzy" Moore - trąbka
- Jerome "Jah Jerry" Haynes - gitara
- Lloyd Brevett - kontrabas
- Lloyd Knibb - perkusja
- Jackie Mittoo - fortepian
- Calvin "Bubbles" Cameron - puzon